# Eulithidium substriatum
Eulithidium substriatum är en snäckart som först beskrevs av Carpenter 1864.  Eulithidium substriatum ingår i släktet Eulithidium och familjen turbinsnäckor. Inga underarter finns listade i Catalogue of Life.